# The Sweet Escape (album)
The Sweet Escape is het tweede soloalbum van zangeres Gwen Stefani, uitgebracht door Interscope Records in december 2006, gevolgd door de eerste single Wind It Up. In januari 2007 kwam de tweede single uit: The Sweet Escape. Deze laatste had in de gehele wereld meer succes dan zijn voorganger. Zo ook in Nederland.
In eerste instantie zou er geen opvolger komen van haar eerste album Love. Angel. Music. Baby. maar ze werd geïnspireerd door overblijfselen van sessies voor nummers voor L.A.M.B. Naar aanleiding van het album, maakte Stefani ook weer een tour door de wereld: The Sweet Escape Tour. Deze tour startte in april 2007, en ging naar Noord-Amerika, Centraal-Amerika, Australië, Azië en Europa.

## Tracklist
- = niet op elke versie van dit album aanwezig

## Uitgebrachte singles
| Single met eventuele hitnotering(en) in de Nederlandse Top 40 | Datum van verschijnen | Datum van binnenkomst | Hoogste positie | Aantal weken | Opmerkingen            |
| ------------------------------------------------------------- | --------------------- | --------------------- | --------------- | ------------ | ---------------------- |
| Wind it up                                                    |                       | 23-12-2006            | 4               | 10           | Alarmschijf            |
| The sweet escape                                              |                       | 03-03-2007            | 5               | 18           | met Akon / Alarmschijf |
| 4 in the morning                                              |                       | 23-06-2007            | 14              | 12           |                        |

| Single met hitnotering(en) in de Vlaamse Ultratop 50 | Datum van verschijnen | Datum van binnenkomst | Hoogste positie | Aantal weken | Opmerkingen |
| ---------------------------------------------------- | --------------------- | --------------------- | --------------- | ------------ | ----------- |
| Wind it up                                           |                       | 23-12-2006            | 8               | 14           |             |
| The sweet escape                                     |                       | 24-03-2007            | 9               | 16           | met Akon    |
| 4 in the morning                                     |                       | 13-10-2007            | 50              | 2            |             |